# 青菱湖
青菱湖是一个位于中国湖北省武汉市的湖泊，面积约为10平方千米，平均水深约为1.2米。